# 赫德縣 (喬治亞州)
赫德縣（英語：Heard County）是美國喬治亞州西部的一個縣，西鄰阿拉巴馬州。面積780平方公里。根据美國2000年人口普查，共有人口11,012人。縣治富蘭克林（Franklin）。
成立於1830年12月22日。縣名紀念第八任州長史提芬·赫德（Stephen Heard）。